# Jacques Boulenger
Jacques Boulenger (París, 27 de septiembre de 1879-22 de noviembre de 1944) fue un escritor, crítico literario, historiador de la literatura y periodista francés.
Era hermano del novelista Marcel Boulenger. 
En 1939 recibió el Gran Premio de Literatura de la Academia Francesa.